# Cameron Mitchell (ator)
Cameron Mitchell, nome artístico de Cameron McDowell Mitzell (Dallastown, 4 de novembro de 1918 – Pacific Palisades, 7 de julho de 1994) foi um ator estadunidense.

## Morte
Mitchell morreu de câncer de pulmão em 6 de julho de 1994 em Pacific Palisades, aos 75 anos de idade. Foi sepultado no Desert Memorial Park em Cathedral City, Califórnia.

## Filmografia
- 1945 – The Hidden Eye
- 1945 – What Next, Corporal Hargrove?
- 1945 – They Were Expendable (Fomos os Sacrificados)
- 1946 – A Letter for Evie
- 1947 – The Mighty McGurk
- 1947 – High Barbaree
- 1947 – Cass Timberlane (Eterno Conflito)
- 1948 – Adventures of Gallant Bess
- 1948 – Tenth Avenue Angel
- 1948 – Homecoming (O Amor Que Me Deste)
- 1948 – Leather Gloves (Coração de Lutador)
- 1948 – Command Decision
- 1951 – Smuggler's Gold
- 1951 – Flight to Mars (Vôo Para Marte)
- 1951 – Man in the Saddle (Terra do Inferno)
- 1951 – Death of a Salesman (A Morte do Caixeiro Viajante)
- 1952 – Japanese War Bride (A Intrusa)
- 1952 – Okinawa
- 1952 – The Outcasts of Poker Flat (Pårias do Vicio)
- 1952 – The Sellout
- 1952 – Les Misérables
- 1952 – Pony Soldier (O Soldado da Rainha)
- 1953 – Man on a Tightrope (Os Saltimbancos)
- 1953 – Powder River (Honra Sem Fronteiras)
- 1953 – The Robe (O Manto Sagrado)
- 1953 – How to Marry a Millionaire (Como Agarrar um Milionário)
- 1954 – Hell and High Water (Tormenta Sob os Mares)
- 1954 – Gorilla at Large (A Besta Negra)
- 1954 – Garden of Evil (Jardim do Pecado)
- 1954 – Desirée
- 1955 – Strange Lady in Town (Uma Estranha em Meu Destino)
- 1955 – Love Me or Leave Me (Ama-me ou Esquece-me)
- 1955 – House of Bamboo (Casa de Bambu)
- 1955 – The Tall Men (Nas Garras da Ambição)
- 1955 – The View from Pompey's Head
- 1956 – Carousel (Carrossel)
- 1956 – Tension at Table Rock (Marcados Pela Violência)
- 1957 – All Mine to Give (Em Cada Coração uma Saudade)
- 1957 – Monkey on My Back (Voltei a Ser Homem)
- 1957 – Escapade in Japan (Torturados Pela Angústia)
- 1957 – No Down Payment (A Mulher do Próximo)
- 1959 – Face of Fire
- 1959 – Inside the Mafia
- 1959 – Pier 5, Havana
- 1959 – As the Sea Rages
- 1960 – The Unstoppable Man
- 1960 – Three Came to Kill (Chegaram Três Assassinos)
- 1961 – L'ultimo dei Vikinghi (O Úlltimo dos Vikings)
- 1961 – Gli invasori (A Vingança dos Vikings)
- 1962 – Giulio Cesare, il conquistatore delle Gallie (Júlio César, Conquistador da Gália)
- 1962 – I normanni (A Batalha Que Salvou Um Império)
- 1963 – Il duca nero
- 1963 – Dulcinea
- 1964 – Sei donne per l'assassino
- 1964 – Einer Frisst den anderen (O Crime Caminha ao Meu Lado)
- 1964 – Jim il primo
- 1964 – Minnesota Clay
- 1965 – Ride the Whirlwind (A Marca da Vingança)
- 1966 – All'ombra delle aquile
- 1966 – I coltelli del vendicatore (Os Punhais do Vingador)
- 1967 – Hermann der cherusker – Die schlatch im Teutoburger Wald (Massacre na Floresta Negra)
- 1967 – La isla de la muerte
- 1967 – Hombre
- 1967 – El tesoro de Makuba
- 1968 – Autopsia de un fantasma
- 1969 – Nightmare in Wax
- 1970 – The Rebel Rousers (Morte Sobre Rodas)
- 1971 – El sabor de la venganza
- 1972 – The Other Side of the Wind
- 1972 – The Big Game
- 1972 – Buck and the Preacher (Um Por Deus, Outro Pelo Diabo)
- 1972 – Slaughter (Slaughter, o Homem Impiedoso)
- 1974 – The Midnight Man (O Homem da Meia Noite)
- 1974 – The Klansman (Os Homens Violentos da Klã)
- 1975 – Detras de esa puerta
- 1977 – The Hughes Mystery
- 1977 – Viva Knievel!
- 1977 – Haunts
- 1977 – Medusa
- 1978 – Slavers
- 1978 – Enforcer from Death Row
- 1978 – The Toolbox Murders
- 1978 – Texas Detour (Perseguição Assassina)
- 1978 – The Swarm
- 1979 – Supersonic Man
- 1979 –  The Demon
- 1979 – L'isola degli uomini pesce
- 1980 – Captive
- 1980 – Cataclysm
- 1980 – The Last Reunion
- 1980 – The Silent Scream
- 1980 – Without Warning
- 1981 – Frankenstein Island
- 1981 – The Guns and the Fury
- 1981 – Texas Lightning
- 1982 – Kill Squad
- 1982 – Raw Force (Força Cruel)
- 1982 – My Favorite Year (Um Cara Muito Baratinado)
- 1982 – Blood Link
- 1983 – Dixie Ray Hollywood Star
- 1984 – Go for the Gold
- 1984 – Killpoint
- 1985 – Night Train to Terror
- 1985 – Prince Jack
- 1986 – Low Blow
- 1986 – The Tomb
- 1986 – The Messenger
- 1987 – Nightforce
- 1987 – Rage to Kill (Fúria Para Matar)
- 1987 – Terror Night
- 1987 – The Offspring (Do Sussurro ao Grito)
- 1987 – Hollywood Cop
- 1987 – Deadly Prey
- 1987 – The Mission... Kill
- 1987 – Code Name Vengeance
- 1988 – Memorial Valley Massacre
- 1988 – Space Mutiny (Rebelião Espacial)
- 1989 – Return to Justice
- 1989 – No Justice
- 1989 – Action U.S.A.
- 1989 – Crossing the Line (Linha de Chegada)
- 1989 – Easy Kill
- 1989 – Hateman
- 1989 – Terror in Beverly Hills
- 1990 – Demon Cop
- 1993 – Trapped Alive
- 1995 – Jack-O (Halloween - A maldição está de volta!)